# Cartuchos Nosler
Nosler produce seis cartuchos de caza de diferentes calibres. El primero fue el .26 Nosler, seguido por .28 Nosler, .30 Nosler, .33 Nosler, .22 Nosler y por último el .27 Nosler.

## .22 Nosler
El .22 Nosler es un cartucho de fusil de fuego central calibre .22 (.224"; 5.6mm), con borde rebajado diseñado por Nosler . El .22 Nosler es un cartucho estandarizado y aprobado por SAAMI .

### Historia
En enero de 2017, Nosler presentó el .22 Nosler, siendo el quinto cartucho diseñado y afirmando que el .22 Nosler ofrece un 25% más de capacidad de carga volviéndolo aproximadamente 90 m/s (300 p/s) más rápido que el .223 Remington / 5.56 OTAN . El .22 Nosler está diseñado para usar la cara del cerrojo existente de un AR-15, y las conversiones a este calibre se pueden lograr simplemente cambiando de cañón del arma. El hombro está ligeramente retrasado en comparación con el cartucho 5.56 para evitar colocar accidentalmente un cartucho 5.56 en un rifle Nosler .22. El diámetro y la conicidad del casquillo son parecidos a los del 6,8 mm Remington SPC, por lo que Nosler recomienda utilizar un cargador diseñado para ese cartucho. Si bien es similar al 6.8 SPC en algunos aspectos, no tiene parte de un mismo casquillo original por lo que el .22 Nosler no se puede formar a partir del casquillo del 6.8 SPC. El .224 Valkyrie es un cartucho similar, pero los dos no son intercambiables.

### Expectativa de vida del cañón
La vida útil del cañón varía de 2000 a 4000 tiros según el uso.

## .26 Nosler
El .26 Nosler (6,5 × 66 mmRB) es un cartucho de rifle de fuego central con borde rebajado diseñado por Nosler y anunciado por primera vez en noviembre de 2013. Es el primer cartucho diseñado por Nosler .

### Historia
El .26 Nosler se ha diseñado como un cartucho moderno de 6,5 mm, que logra velocidades de salida excepcionalmente altas, hasta 1,040 m/s (3400 p/s) manteniendo una trayectoria extremadamente plana. La longitud total del cartucho de 84.8 mm (3.340 pulgadas) es el mismo que el del .30-06 Springfield, lo que permite el uso de cajones de mecanismo de longitud estándar ampliamente disponibles.
Cuatro de los cartuchos de Nosler; el .26 Nosler, el .28 Nosler, el .30 Nosler y el .33 Nosler, se basan en el casquillo del .300 Remington Ultra Magnum. Mientras que el .26 Nosler y el .28 Nosler comparten las mismas dimensiones, el .30 Nosler tiene una longitud ligeramente más corta hasta la dimensión del hombro que el .26 Nosler y el .28 Nosler, y el .33 Nosler tiene una dimensión más corta de la longitud del hombro que la del .30 Nosler.

### Performance
Cuando se lanzó, se afirmó que el .26 Nosler era el 6.5 comercial más poderoso cartucho mm en el mundo. Sin embargo, actualmente ha sido destronado por el 6.5-300 Weatherby Magnum. Cuando se carga con un proyectil de 8.4 gramos (129 granos) AccuBond Long Range, retiene a 370 metros (400 yardas), la misma velocidad que el .260 Remington produce en la boca.

### Expectativa de vida del cañón
La alta velocidad del cartucho .26 Nosler ha generado preocupaciones sobre el desgaste excesivo del cañón, lo que podría desgastar los cañones a un ritmo más rápido que el del .264 Winchester Magnum.

## .27 Nosler
En el 2020, el .27 Nosler fue introducido al mercado, usando un cañón de 26 pulgadas con un paso de 1:8.5 para sus rifles M48. Las cargas iniciales de fábrica incluirán el 9.7 gramos (150 granos) AccuBond y el 10.7 gramos (165 granos) Balas AccuBond Long Range (ABLR). Para los cargadores manuales, Nosler también ofrecerá latón Nosler completamente preparado, balas y datos de recarga para el .27 Nosler.  
El .27 Nosler tiene un aproximadamente 120 m/s (400 pies/s) de ventaja sobre el .270 Winchester, alrededor de 90 m/s (300 pies / s) sobre el .270 WSM, y alrededor de 30–46 m/s (100–150 pies/s) ventaja de velocidad sobre el .270 Weatherby . El uso principal del .27 Nosler es la caza.

## .28 Nosler
El .28 Nosler es un 7 Cartucho de fusil de percusión central con borde rebajado calibre 7 mm (.284") diseñado por Nosler . Introducido en 2015 y aprobado por SAAMI el 19 de enero de 2015. Es el segundo cartucho diseñado por Nosler

### Historia
El .28 Nosler se basa en el .26 Nosler que se lanzó en 2014. El .28 Nosler comparte la misma longitud total del cartucho de 84.8 mm (3.340 in) con el .26 Nosler que le permite ser recamarados en cajones de mecanismos de longitud estándar. Esta característica ayuda a aligerar el peso de los rifles de caza.
Cuatro de los cartuchos de Nosler, el .26 Nosler, el .28 Nosler, el .30 Nosler y el .33 Nosler, se basan en el mismo estuche principal de .300 Remington Ultra Magnum. Mientras que el .26 Nosler y el .28 Nosler comparten las mismas dimensiones de la caja del cartucho, el .30 Nosler tiene una longitud ligeramente más corta hasta la dimensión del hombro que el .26 Nosler y el .28 Nosler, y el .33 Nosler tiene una dimensión del hombro más corta aún que la del .30 Nosler.

### Consideraciones de diseño
El .28 Nosler es esencialmente una versión abreviada del  7mm Remington Ultra Magnum (7 mm RUM). Comparten un diámetro corporal máximo de 14.0 milímetros (0,550 pugadas) . Rebaja de la anillo a 13.6 milímetros (0,534 pulgadas) lo que simplifica la producción de cerrojos de rifle, similares a los que usan anillos como los belted magnum, estilo Holland & Holland, como el 7 mm Remington Magnum y .300 Winchester Magnum, tienen el mismo diámetro. 
Mientras que el casquillo del 7mm Remington Ultra Magnum mide 60.6 mm (2.387 in) de largo desde la cabeza hasta la unión entre el cuerpo y el hombro, esa dimensión en el caso de .28 Nosler es 55.0 mm (2,166 en) . La dimensión en ese punto en el caso de .28 Nosler es 0.051 milímetro (0,002 in) más grande, y que reduce la conicidad de su cuerpo solo un poco. La longitud máxima de la caja es de 72.4 mm (2.850 pulgadas) y 65.8 mm (2.590 en) respectivamente. Los ángulos de los hombros son de 30 grados para el cartucho Remington y 35 grados ligeramente más agudos para el Nosler. Debido a su mayor longitud, el estuche Remington tiene aproximadamente un 25 por ciento más de capacidad que el Nosler.

### Expectativa de vida del cañón
Dado que el .28 Nosler quema cargas de pólvora más pequeñas que el 7 mm RUM, la vida útil de la precisión del cañón es potencialmente un poco más larga. Cuánto tiempo más depende de una serie de cosas, incluida la calidad del barril y si el propietario limpia y repara regularmente el barril o si lo maltrata.

## .30 Nosler
El .30 Nosler es un cartucho de fusil de fuego central calibre 30 (.7.63MM), con borde rebajado diseñado por Nosler . Introducido en 2016, el .30 Nosler es un cartucho estandarizado y aprobado por SAAMI . Es el tercer cartucho diseñado por Nosler

### Historia
El .30 Nosler se lanzó en enero de 2016. Más tarde, en octubre de 2016, Nosler continuó agregando a la familia de cartuchos al lanzar el .33 Nosler, y en enero de 2017 presentó el .22 Nosler.

### Performance
De acuerdo con una publicación reciente de Nosler, el .30 Nosler supera la velocidad del .300 Weatherby Magnum, se separa del hombro como un .300 Remington Ultra Magnum y se ajusta al mismo cajón de mecanismo de longitud estándar de un 300 Winchester Magnum .

## .33 Nosler
El .33 Nosler es un calibre .33 (.338 en; 8.6 mm), cartucho de fusil de percusión central con borde rebajado diseñado por Nosler . Introducido en 2016 (versión de producción 2017), el .33 Nosler es un cartucho estandarizado y aprobado por SAAMI . Es el cuarto cartucho diseñado por Nosler .

### Performance
Según una publicación reciente de Nosler, el .33 Nosler supera la velocidad del .338 Lapua Magnum en 25 pies por segundo y deflagra un 18 % menos de pólvora. El .33 Nosler está construido para ser usado en un cajón de mecanismos de la misma longitud que el .338 Winchester Magnum pero dispara proyectiles a una velocidad mayor.

### Disponibilidad
El .33 Nosler se lanzó en 2017 con Nosler suministrando municiones y componentes. Nosler también ofrece rifles con recámara en el .33 Nosler en sus líneas Liberty y Heritage, siendo el primer rifle el M48 Western.